# Hofmeisteria sinaloensis
Hofmeisteria sinaloensis là một loài thực vật có hoa trong họ Cúc. Loài này được Gentry mô tả khoa học đầu tiên năm 1948.